# Lacroix-Falgarde
Lacroix-Falgarde (em occitano:  La Crotz e Falgarda) é uma comuna francesa na região administrativa da Occitânia, no departamento do Alto Garona. Estende-se por uma área de 6.09 km², com 2.080 habitantes, segundo o censo de 2018, com uma densidade de 340 hab/km².